# Osedax mucofloris
Osedax mucofloris és una espècie batipelàgica d'anèl·lid poliquet de la família Siboglinidae (abans Pogonophora) de la que s'ha publicat que es nodreixen dels ossos de balenes mortes. Traduint el seu nom de la barreja de  grec i llatí usada en els noms científics, "Osedax mucofloris" significa literalment "flor mucosa devoradora d'ossos", encara que la traducció menys precisa "cuc flor mucosa devoradora d'ossos" sembla la forma usada en realitat. l'espècie es troba al nord-est de l'Atlàntic on és abundant.

## Descobriment
L'octubre de 2003, Adrian i Thomas Dahlgren van enfonsar les restes d'una balena de Minke que havia mort en quedar varada a la costa. Després van estudiar la fauna que habitava en el cadàver en descomposició. L'agost de 2004, els científics van estudiar un os de la carcassa de la balena i es van sorprendre al trobar aquesta espècie de cuc marí del gènere Osedax del què es pensava que només existia en un ambient d'aigües profundes. 
El lloc on es va descobrir és un dels ambients marins més ben estudiats del planeta, l'entorn d'aigües poc profundes del Mar del Nord.